# Aldis Hodge
Aldis Hodge (Jacksonville (North Carolina), 20 september 1986) is een Amerikaanse acteur.

## Levensloop
Hodge poseerde op zijn derde samen met zijn broer voor een advertentie in het tijdschrift Essence. Op zijn negende speelde hij Hodge in de hervertoning van Show Boat op Broadway. Tijdens die periode was hij ook te zien in verschillende films, waaronder Die Hard with a Vengeance en Bed of Roses.
Hodge trok daarna naar Los Angeles en speelde er diverse televisierollen, met inbegrip van de rol van Ray 'Voodoo' Tatum in Friday Night Lights. Hij was te zien in Supernatural, Girlfriends, American Dreams en City of Angels. Andere tv-optredens omvatten Bones, CSI, ER, Cold Case, Charmed en Boston Public.
Naast acteren, schrijft en schildert hij. Hij is de broer van acteur Edwin Hodge.

## Filmografie

### Films
| Jaar | Titel                       | Rol                    |
| ---- | --------------------------- | ---------------------- |
| 1995 | Die Hard with a Vengeance   | Raymond                |
| 1996 | Bed of Roses                | Prince                 |
| 2000 | Big Momma's House           | Basketballspeler       |
| 2004 | The Ladykillers             | Gangster               |
| 2005 | The Tenants                 | Sam Clemence           |
| 2005 | Little Athens               | Pitt                   |
| 2005 | Edmond                      |                        |
| 2006 | Happy Feet                  | Stem                   |
| 2006 | American Dreamz             | Soldaat Chuck          |
| 2009 | Red Sands                   | Trevor                 |
| 2013 | A Good Day to Die Hard      | Foxy                   |
| 2013 | The East                    | Thumbs                 |
| 2015 | Straight Outta Compton      | MC Ren                 |
| 2016 | Jack Reacher: Never Go Back | Kapitein Anthony Espin |
| 2016 | Hidden Figures              | Levi Jackson           |
| 2018 | Brian Banks                 | Brian Banks            |
| 2019 | What Men Want               | Will                   |
| 2019 | Clemency                    | Anthony Woods          |
| 2020 | The Invisible Man           | James Lanier           |
| 2020 | Magic Camp                  | Theo's vader           |
| 2020 | One Night in Miami          | Jim Brown              |
| 2022 | Black Adam                  | Carter Hall / Hawkman  |

### Televisie
| Jaar      | Televisie(serie)               | Rol                | Gespeeld in afleveringen                                                                       |
| --------- | ------------------------------ | ------------------ | ---------------------------------------------------------------------------------------------- |
| 1997      | Between Brothers               | Reggie             | aflevering "Family Affair"                                                                     |
| 1998      | NYPD Blue                      | Eddy               | aflevering "Weaver of Hate"                                                                    |
| 1999      | Buffy the Vampire Slayer       | Gemaskerde man     | aflevering "Fear Itself"                                                                       |
| 1999–2000 | Pacific Blue                   | Maurice Raymond    | afleveringen "Juvies" 1999 en "Kangaroo Court" 2000                                            |
| 2000      | Judging Amy                    | Lester Clancy      | aflevering "Zero Tolerance"                                                                    |
| 2000      | City of Angels                 | Marcus Hall        | afleveringen "SWATs Happening" en "Lake Erie"                                                  |
| 2001      | Becker                         | Student            | aflevering "2001 1/2: A Graduation Odyssey"                                                    |
| 2002      | Boston Public                  | Andre              | aflevering "Thirty-Seven"                                                                      |
| 2002      | Charmed                        | Trey               | aflevering "Long Live the Queen"                                                               |
| 2003      | ER                             | Jonge Man          | aflevering "The Lost"                                                                          |
| 2003      | Cold Case                      |                    | aflevering "The Runner"                                                                        |
| 2003      | American Dreams                |                    | afleveringen "Rescue Me" en "Another Saturday Night"                                           |
| 2006      | Half & Half                    | (Kadeem)           | aflevering "The Big Training"                                                                  |
| 2006      | The Game                       | (Derwin Davis)     | Pilot aflevering                                                                               |
| 2006      | Numb3rs                        | Travis Grant       | aflevering "The OG"                                                                            |
| 2006      | Girlfriends                    | Matthew Miles      | afleveringen "The Game", "Good News, Bad News", en "L.A. Bound"                                |
| 2006      | Bones                          | Jimmy Merton       | aflevering "The Soldier on the Grave"                                                          |
| 2006–2007 | Friday Night Lights            | Ray "Voodoo" Tatum | afleveringen "Wind Spirits", "Who's Your Daddy", "Git'er Done", "Best Laid Plans", and "State" |
| 2007      | Supernatural                   | Jake Talley        | afleveringen "All Hell Breaks Loose deel 1" en "All Hell Breaks Loose deel 2"                  |
| 2007      | Standoff                       | Nathan Hall        | aflevering "The Kids in the Hall"                                                              |
| 2008      | CSI: Crime Scene Investigation | Tony Thorpe        | afleveringen "Too Tough to Die" en "The Happy Place"                                           |
| 2008      | Leverage                       | Alec Hardison      | 77 afleveringen, 2008-2012                                                                     |
| 2009      | Castle                         | Azi                | aflevering "Always Buy Retail"                                                                 |
| 2017      | Black Mirror                   | Jack               | aflevering "Black Museum"                                                                      |

- Biblioteca Nacional de España: XX4787926
- Gemeinsame Normdatei: 1236918797
- International Standard Name Identifier: 0000 0001 1818 9225
- Library of Congress Control Number: no2009124621
- Nationale Bibliotheek van Tsjechië: xx0263298
- Nationale Bibliotheek van Israël: 987007359040505171
- Système universitaire de documentation: 199520941
- Virtual International Authority File: 169190551
- WorldCat: E39PBJcR9h9YY4GWCCcWMhw3cP